# Ameerega peruviridis
Espèce
Statut CITES
Ameerega peruviridis est une espèce d'amphibiens de la famille des Dendrobatidae.

## Répartition
Cette espèce est endémique du Pérou. Elle se rencontre dans le bassin du río Ucayali.

## Publication originale
- Bauer, 1986 : A new genus and a new specific name in the dart poison frog family (Dendrobatidae, Anura, Amphibia). Ripa (Netherlands), November, p. 1–12.